# Wereldbeker alpineskiën 2005/2006
Het FIS wereldbeker alpineskiën seizoen 2005/2006 begon op 22 oktober 2005 in het Oostenrijkse Sölden en eindigde op 19 maart 2006 in het Zweedse Åre. Bij de mannen werden 36 wedstrijden gelopen om de wereldbeker: 9 afdalingen, 6 Super-G's, 8 reuzenslaloms, 10 slaloms, en 4 combinaties. Bij de vrouwen waren er ook 36 wedstrijden: 8 afdalingen, 8 Super-G's, 9 reuzenslaloms, 9 slaloms en 2 combinaties.
Bij de mannen ging de eindzege naar de Oostenrijker Benjamin Raich, dankzij zijn regelmaat in de slalomnummers en de combinaties. In de slalom trok de prestatie van de Italiaan Giorgio Rocca de aandacht: hij won de eerste vijf slaloms van het seizoen. Later werden zijn prestaties minder, en ook op de Olympische Winterspelen 2006 kon hij de verwachtingen van zijn Italiaanse landgenoten niet inlossen. De zege in de wereldbeker slalom kon hem echter niet meer ontglippen.
Bij de dames werd het een tweestrijd tussen de Zweedse Anja Pärson en de Kroatische Janica Kostelić, die het laken uiteindelijk naar zich toe trok, met 9 overwinningen tegenover 8 voor Pärson.
Voor het eerst werd het wereldbekerseizoen afgesloten met een wedstrijd voor landenploegen (op 19 maart in het Zweedse Åre). Deze werd gewonnen door Oostenrijk, vóór de Verenigde Staten en Zweden.

## Mannen

### Uitslagen per discipline

#### Afdaling
| Nr. | Datum      | Plaats                 | 1e                 | 2e                  | 3e                  |
| --- | ---------- | ---------------------- | ------------------ | ------------------- | ------------------- |
| 1   | 26/11/2005 | Lake Louise            | Fritz Strobl       | Kjetil Andre Aamodt | Marco Büchel        |
| 2   | 02/12/2005 | Beaver Creek, Colorado | Daron Rahlves      | Bode Miller         | Hans Grugger        |
| 3   | 10/12/2005 | Val d'Isère            | Michael Walchhofer | Fritz Strobl        | Hans Grugger        |
| 4   | 17/12/2005 | Val Gardena            | Marco Büchel       | Michael Walchhofer  | Erik Guay           |
| 5   | 29/12/2005 | Bormio                 | Daron Rahlves      | Fritz Strobl        | Tobias Grünenfelder |
| 6   | 14/01/2006 | Wengen                 | Daron Rahlves      | Michael Walchhofer  | Fritz Strobl        |
| 7   | 21/01/2006 | Kitzbühel              | Michael Walchhofer | Marco Büchel        | Daron Rahlves       |
| 8   | 28/01/2006 | Garmisch-Partenkirchen | Hermann Maier      | Klaus Kröll         | Andreas Buder       |
| 9   | 15/03/2006 | Åre                    | Aksel Lund Svindal | Bode Miller         | Peter Fill          |

#### Slalom
| Nr. | Datum      | Plaats                 | 1e                | 2e               | 3e             |
| --- | ---------- | ---------------------- | ----------------- | ---------------- | -------------- |
| 1   | 04/12/2005 | Beaver Creek, Colorado | Giorgio Rocca     | Stéphane Tissot  | Ted Ligety     |
| 2   | 12/12/2005 | Madonna di Campiglio   | Giorgio Rocca     | Benjamin Raich   | Kalle Palander |
| 3   | 22/12/2005 | Kranjska Gora          | Giorgio Rocca     | Thomas Grandi    | Ted Ligety     |
| 4   | 08/01/2006 | Adelboden              | Giorgio Rocca     | Ted Ligety       | Benjamin Raich |
| 5   | 15/01/2006 | Wengen                 | Giorgio Rocca     | Kalle Palander   | Alois Vogl     |
| 6   | 22/01/2006 | Kitzbühel              | Jean-Pierre Vidal | Reinfried Herbst | Benjamin Raich |
| 7   | 24/01/2006 | Schladming             | Kalle Palander    | Akira Sasaki     | Benjamin Raich |
| 8   | 10/03/2006 | Shigakogen             | Benjamin Raich    | Akira Sasaki     | Thomas Grandi  |
| 9   | 11/03/2006 | Shigakogen             | Kalle Palander    | Reinfried Herbst | Thomas Grandi  |
| 10  | 18/03/2006 | Åre                    | Markus Larsson    | Stéphane Tissot  | Thomas Grandi  |

#### Reuzenslalom
| Nr. | Datum      | Plaats                 | 1e                    | 2e                    | 3e                 |
| --- | ---------- | ---------------------- | --------------------- | --------------------- | ------------------ |
| 1   | 23/10/2005 | Sölden                 | Hermann Maier         | Bode Miller           | Rainer Schönfelder |
| 2   | 3/12/2005  | Beaver Creek, Colorado | Bode Miller           | Daron Rahlves         | Kalle Palander     |
| 3   | 18/12/2005 | Alta Badia             | Massimiliano Blardone | Davide Simoncelli     | François Bourque   |
| 4   | 21/12/2005 | Kranjska Gora          | Benjamin Raich        | Massimiliano Blardone | Thomas Grandi      |
| 5   | 07/01/2006 | Adelboden              | Benjamin Raich        | Fredrik Nyberg        | Stephan Görgl      |
| 6   | 04/03/2006 | Yongpyong              | Davide Simoncelli     | Massimiliano Blardone | Aksel Lund Svindal |
| 7   | 05/03/2006 | Yongpyong              | Ted Ligety            | Fredrik Nyberg        | Kalle Palander     |
| 8   | 17/03/2006 | Åre                    | Benjamin Raich        | Massimiliano Blardone | Fredrik Nyberg     |

#### Super-G
| Nr. | Datum      | Plaats                 | 1e                 | 2e              | 3e                  |
| --- | ---------- | ---------------------- | ------------------ | --------------- | ------------------- |
| 1   | 27/11/2005 | Lake Louise            | Aksel Lund Svindal | Benjamin Raich  | Daron Rahlves       |
| 2   | 01/12/2005 | Beaver Creek, Colorado | Hannes Reichelt    | Erik Guay       | Matthias Lanzinger  |
| 3   | 16/12/2005 | Val Gardena            | Hans Grugger       | Erik Guay       | Ambrosi Hoffmann    |
| 4   | 20/01/2006 | Kitzbühel              | Hermann Maier      | Peter Fill      | Hannes Reichelt     |
| 5   | 29/01/2006 | Garmisch-Partenkirchen | Christoph Gruber   | Scott Macartney | Kjetil Andre Aamodt |
| 6   | 16/03/2006 | Åre                    | Bode Miller        | Daron Rahlves   | Aksel Lund Svindal  |

#### Combinatie
| Nr. | Datum      | Plaats              | 1e                 | 2e                  | 3e                 |
| --- | ---------- | ------------------- | ------------------ | ------------------- | ------------------ |
| 1   | 11/12/2005 | Val d'Isère         | Michael Walchhofer | Rainer Schönfelder  | Bode Miller        |
| 2   | 13/01/2006 | Wengen              | Benjamin Raich     | Kjetil Andre Aamodt | Peter Fill         |
| 3   | 21/01/2006 | Kitzbühel           | Benjamin Raich     | Bode Miller         | Aksel Lund Svindal |
| 4   | 03/02/2006 | Chamonix-Mont-Blanc | Benjamin Raich     | Rainer Schönfelder  | Bode Miller        |

- Val d'Isère: super-combinatie (afdaling + 1 slalomreeks)
- Wengen: super-combinatie (afdaling + 1 slalomreeks)
- Kitzbühel: combinatie (afdaling + 2 slalomreeksen)
- Chamonix: super-combinatie (afdaling + 1 slalomreeks)

### Eindstanden
| Algemeen | Algemeen            | Algemeen | Algemeen |
| #        | Naam                | Land     | Punten   |
| -------- | ------------------- | -------- | -------- |
| 1        | Benjamin Raich      | AUT      | 1410     |
| 2        | Aksel Lund Svindal  | NOR      | 1006     |
| 3        | Bode Miller         | USA      | 928      |
| 4        | Daron Rahlves       | USA      | 903      |
| 5        | Michael Walchhofer  | AUT      | 855      |
| 6        | Hermann Maier       | AUT      | 818      |
| 7        | Kalle Palander      | FIN      | 801      |
| 8        | Kjetil Andre Aamodt | NOR      | 707      |
| 9        | Ted Ligety          | USA      | 636      |
| 10       | Marco Büchel        | LIE      | 626      |

| Afdaling | Afdaling           | Afdaling | Afdaling |
| #        | Naam               | Land     | Punten   |
| -------- | ------------------ | -------- | -------- |
| 1        | Michael Walchhofer | AUT      | 522      |
| 2        | Fritz Strobl       | AUT      | 491      |
| 3        | Daron Rahlves      | USA      | 444      |
| 4        | Marco Büchel       | LIE      | 400      |
| 5        | Bode Miller        | USA      | 340      |

| Super G | Super G             | Super G | Super G |
| #       | Naam                | Land    | Punten  |
| ------- | ------------------- | ------- | ------- |
| 1       | Aksel Lund Svindal  | NOR     | 284     |
| 2       | Hermann Maier       | AUT     | 282     |
| 3       | Daron Rahlves       | USA     | 269     |
| 4       | Hannes Reichelt     | AUT     | 250     |
| 5       | Kjetil Andre Aamodt | NOR     | 223     |

| Slalom | Slalom         | Slalom | Slalom |
| #      | Naam           | Land   | Punten |
| ------ | -------------- | ------ | ------ |
| 1      | Giorgio Rocca  | ITA    | 547    |
| 2      | Kalle Palander | FIN    | 495    |
| 3      | Benjamin Raich | AUT    | 410    |
| 4      | Ted Ligety     | USA    | 396    |
| 5      | Thomas Grandi  | CAN    | 360    |

| Reuzenslalom | Reuzenslalom          | Reuzenslalom | Reuzenslalom |
| #            | Naam                  | Land         | Punten       |
| ------------ | --------------------- | ------------ | ------------ |
| 1            | Benjamin Raich        | AUT          | 481          |
| 2            | Massimiliano Blardone | ITA          | 442          |
| 3            | Fredrik Nyberg        | SWE          | 414          |
| 4            | Davide Simoncelli     | ITA          | 314          |
| 5            | Kalle Palander        | FIN          | 306          |

| Combinatie | Combinatie          | Combinatie | Combinatie |
| #          | Naam                | Land       | Punten     |
| ---------- | ------------------- | ---------- | ---------- |
| 1          | Benjamin Raich      | AUT        | 345        |
| 2          | Bode Miller         | USA        | 200        |
| 2          | Michael Walchhofer  | AUT        | 200        |
| 4          | Rainer Schönfelder  | AUT        | 182        |
| 5          | Kjetil Andre Aamodt | NOR        | 162        |

## Vrouwen

### Uitslagen per discipline

#### Afdaling
| Nr. | Datum      | Plaats             | 1e                   | 2e                   | 3e                    |
| --- | ---------- | ------------------ | -------------------- | -------------------- | --------------------- |
| 1   | 02/12/2005 | Lake Louise        | Elena Fanchini       | Michaela Dorfmeister | Alexandra Meissnitzer |
| 2   | 03/12/2005 | Lake Louise        | Lindsey Kildow       | Sylviane Berthod     | Michaela Dorfmeister  |
| 3   | 17/12/2005 | Val d'Isère        | Lindsey Kildow       | Caroline Lalive      | Alexandra Meissnitzer |
| 4   | 13/01/2006 | Bad Kleinkirchheim | Anja Pärson          | Michaela Dorfmeister | Fränzi Aufdenblatten  |
| 5   | 14/01/2006 | Bad Kleinkirchheim | Janica Kostelić      | Nike Bent            | Michaela Dorfmeister  |
| 6   | 21/01/2006 | Sankt Moritz       | Michaela Dorfmeister | Renate Götschl       | Janica Kostelić       |
| 7   | 28/01/2006 | Cortina d'Ampezzo  | Renate Götschl       | Julia Mancuso        | Elisabeth Görgl       |
| 8   | 15/03/2006 | Åre                | Anja Pärson          | Lindsey Kildow       | Elisabeth Görgl       |

#### Slalom
| Nr. | Datum      | Plaats          | 1e              | 2e              | 3e              |
| --- | ---------- | --------------- | --------------- | --------------- | --------------- |
| 1   | 11/12/2005 | Aspen           | Anja Pärson     | Janica Kostelić | Kathrin Zettel  |
| 2   | 22/12/2005 | Spindleruv Mlyn | Anja Pärson     | Janica Kostelić | Marlies Schild  |
| 3   | 29/12/2005 | Lienz           | Marlies Schild  | Nicole Hosp     | Janica Kostelić |
| 4   | 05/01/2006 | Zagreb-Sljeme   | Marlies Schild  | Kathrin Zettel  | Janica Kostelić |
| 5   | 08/01/2006 | Maribor         | Marlies Schild  | Janica Kostelić | Therese Borssen |
| 6   | 05/02/2006 | Ofterschwang    | Janica Kostelić | Kathrin Zettel  | Marlies Schild  |
| 7   | 10/03/2006 | Levi            | Janica Kostelić | Anja Pärson     | Kathrin Zettel  |
| 8   | 11/03/2006 | Levi            | Anja Pärson     | Janica Kostelić | Nicole Hosp     |
| 9   | 17/03/2006 | Åre             | Janica Kostelić | Marlies Schild  | Anja Pärson     |

#### Reuzenslalom
| Nr. | Datum      | Plaats            | 1e                | 2e                | 3e               |
| --- | ---------- | ----------------- | ----------------- | ----------------- | ---------------- |
| 1   | 22/10/2005 | Sölden            | Tina Maze         | Janica Kostelić   | Anja Pärson      |
| 2   | 10/12/2005 | Aspen             | Maria Jose Rienda | Anja Pärson       | Kathrin Zettel   |
| 3   | 21/12/2005 | Spindleruv Mlyn   | Janica Kostelić   | Kathrin Zettel    | Marlies Schild   |
| 4   | 28/12/2005 | Lienz             | Anja Pärson       | Nicole Hosp       | Tina Maze        |
| 5   | 29/01/2006 | Cortina d'Ampezzo | Nicole Hosp       | Geneviève Simard  | Elisabeth Görgl  |
| 6   | 03/02/2006 | Ofterschwang      | Maria Jose Rienda | Anja Pärson       | Kathrin Zettel   |
| 7   | 04/02/2006 | Ofterschwang      | Anja Pärson       | Maria Jose Rienda | Julia Mancuso    |
| 8   | 05/03/2006 | Hafjell-Kvitfjell | Maria Jose Rienda | Nicole Hosp       | Tanja Poutiainen |
| 9   | 18/03/2006 | Åre               | Janica Kostelić   | Geneviève Simard  | Tanja Poutiainen |

- de wedstrijd van 3 februari 2006 in Ofterschwang was ter vervanging van een afgelaste reuzenslalom in Maribor

#### Super-G
| Nr. | Datum      | Plaats             | 1e                    | 2e                    | 3e                    |
| --- | ---------- | ------------------ | --------------------- | --------------------- | --------------------- |
| 1   | 04/12/2005 | Lake Louise        | Alexandra Meissnitzer | Andrea Fischbacher    | Michaela Dorfmeister  |
| 2   | 09/12/2005 | Aspen              | Nadia Styger          | Michaela Dorfmeister  | Andrea Fischbacher    |
| 3   | 18/12/2005 | Val d'Isère        | Michaela Dorfmeister  | Alexandra Meissnitzer | Emily Brydon          |
| 4   | 15/01/2006 | Bad Kleinkirchheim | Janica Kostelić       | Michaela Dorfmeister  | Alexandra Meissnitzer |
| 5   | 20/01/2006 | Sankt Moritz       | Michaela Dorfmeister  | Tina Maze             | Nicole Hosp           |
| 6   | 27/01/2006 | Cortina d'Ampezzo  | Anja Pärson           | Julia Mancuso         | Lindsey Kildow        |
| 7   | 03/03/2006 | Hafjell-Kvitfjell  | Michaela Dorfmeister  | Lindsey Kildow        | Nadia Styger          |
| 8   | 16/03/2006 | Åre                | Nicole Hosp           | Michaela Dorfmeister  | Martina Ertl-Renz     |

#### Combinatie
| Nr. | Datum      | Plaats            | 1e              | 2e          | 3e             |
| --- | ---------- | ----------------- | --------------- | ----------- | -------------- |
| 1   | 22/01/2006 | Sankt Moritz      | Janica Kostelić | Anja Pärson | Lindsey Kildow |
| 2   | 04/03/2006 | Hafjell-Kvitfjell | Janica Kostelić | Anja Pärson | Marlies Schild |

- Sankt Moritz: super-combinatie (afdaling + 1 slalomreeks)
- Hafjell-Kvitfjell: super-combinatie (Super-G + 1 slalomreeks)

### Eindstanden
| Algemeen | Algemeen              | Algemeen | Algemeen |
| #        | Naam                  | Land     | Punten   |
| -------- | --------------------- | -------- | -------- |
| 1        | Janica Kostelić       | CRO      | 1970     |
| 2        | Anja Pärson           | SWE      | 1662     |
| 3        | Michaela Dorfmeister  | AUT      | 1364     |
| 4        | Nicole Hosp           | AUT      | 1112     |
| 5        | Lindsey Kildow        | USA      | 1067     |
| 6        | Marlies Schild        | AUT      | 961      |
| 7        | Kathrin Zettel        | AUT      | 872      |
| 8        | Julia Mancuso         | USA      | 755      |
| 9        | Alexandra Meissnitzer | AUT      | 753      |
| 10       | Elisabeth Görgl       | AUT      | 602      |

| Afdaling | Afdaling             | Afdaling | Afdaling |
| #        | Naam                 | Land     | Punten   |
| -------- | -------------------- | -------- | -------- |
| 1        | Michaela Dorfmeister | AUT      | 498      |
| 2        | Lindsey Kildow       | USA      | 410      |
| 3        | Renate Götschl       | AUT      | 315      |
| 4        | Janica Kostelić      | CRO      | 300      |
| 5        | Fränzi Aufdenblatten | SUI      | 272      |

| Super G | Super G               | Super G | Super G |
| #       | Naam                  | Land    | Punten  |
| ------- | --------------------- | ------- | ------- |
| 1       | Michaela Dorfmeister  | AUT     | 626     |
| 2       | Alexandra Meissnitzer | AUT     | 437     |
| 3       | Nadia Styger          | SUI     | 360     |
| 4       | Lindsey Kildow        | USA     | 326     |
| 5       | Janica Kostelić       | CRO     | 266     |

| Slalom | Slalom           | Slalom | Slalom |
| #      | Naam             | Land   | Punten |
| ------ | ---------------- | ------ | ------ |
| 1      | Janica Kostelić  | CRO    | 740    |
| 2      | Marlies Schild   | AUT    | 550    |
| 3      | Anja Pärson      | SWE    | 485    |
| 4      | Kathrin Zettel   | AUT    | 399    |
| 5      | Tanja Poutiainen | FIN    | 320    |

| Reuzenslalom | Reuzenslalom                | Reuzenslalom | Reuzenslalom |
| #            | Naam                        | Land         | Punten       |
| ------------ | --------------------------- | ------------ | ------------ |
| 1            | Anja Pärson                 | SWE          | 586          |
| 2            | María José Rienda Contreras | ESP          | 537          |
| 3            | Janica Kostelić             | CRO          | 464          |
| 4            | Nicole Hosp                 | AUT          | 461          |
| 5            | Geneviève Simard            | CAN          | 343          |

| Combinatie | Combinatie      | Combinatie | Combinatie |
| #          | Naam            | Land       | Punten     |
| ---------- | --------------- | ---------- | ---------- |
| 1          | Janica Kostelić | CRO        | 200        |
| 2          | Anja Pärson     | SWE        | 160        |
| 3          | Lindsey Kildow  | USA        | 110        |
| 4          | Marlies Schild  | AUT        | 105        |
| 5          | Nicole Hosp     | AUT        | 90         |